# Dinamarca nos Jogos Paralímpicos de Verão de 1968
Dinamarca participou dos Jogos Paralímpicos de Verão de 1968, que foram realizados na cidade de Tel Aviv, em Israel, entre os dias 4 e 13 de novembro de 1968. A delegação não obteve nenhuma medalha.